# Фердинанд Карл Австрийский
Фердина́нд Ка́рл Австри́йский (нем. Ferdinand Karl von Österreich; 17 мая 1628, Инсбрук, графство Тироль, Священная Римская империя — 30 декабря 1662, Кальтерн, графство Тироль, Священная Римская империя) — немецкий принц из дома Габсбургов, эрцгерцог Австрийский и граф Тирольский.
Сторонник абсолютизма. Вёл расточительный образ жизни. Покровительствовал искусствам и музыке, особенно опере. Умер, не оставив наследников мужского пола. Ему наследовал младший брат Сигизмунд Франц Австрийский.

## Биография
Фердинанд Карл родился в Инсбруке 17 мая 1628 года. Он был старшим сыном Леопольда V, эрцгерцога Австрийского и графа Тирольского из дома Габсбургов и принцессы Клавдии Тосканской из дома Медичи. По линии отца приходился внуком Карлу II, эрцгерцогу Австрийскому и принцессе Марии Анне Баварской. По линии матери был внуком Фердинанда I, великого герцога Тосканского и принцессы Кристины Лотарингской.
Наследовал отцу, который умер 13 сентября 1632 года, но до совершеннолетия феодами на правах регента управляла его мать. В апреле 1646 года приступил к самостоятельному правлению. Одним из известных событий во время его правления, стал переход в католицизм королевы Кристины Шведской, состоявшийся при посредничестве эрцгерцога в 1655 году в Инсбруке. Сторонник абсолютизма, после 1648 года Фердинанд Карл ни разу не созвал ландтаг.
Вёл расточительный образ жизни, для обеспечения которого торговал наследными землями и титулами. При его дворе процветал фаворитизм. Растратил огромную сумму компенсации, которую получил от французского королевства за феоды Тирольской ветви рода Габсбургов на западном побережье Рейна — Эльзаса, Зунтгау и Брайзаха. В 1652 году продал свои права на земли Граубюндена самому, в то время фактически независимому, кантону, установив с ним границу, по которой утратил территории Праттигау и Нижнего Эгадина. Против этой сделки выступал канцлер Вильгельм Бинер, служивший ещё при отце и матери эрцгерцога и много сделавший для сохранения власти самого Фердинанда Карла. Ложно обвинённый в государственной измене и казнокрадстве, он был казнён по приговору тайного суда. Помилование, подписанное эрцгерцогом, немного запоздало и пришло после исполнения приговора. 
Фердинанд Карл скоропостижно скончался 30 декабря 1662 года в Кальтерне. Во время охоты он почувствовал себя плохо и остановился в таверне, где состояние его ухудшилось, и эрцгерцог умер. Фердинанд Карл не оставил наследников мужского пола. Поэтому владения Тирольской ветви дома Габсбургов отошли его младшему брату.

### Покровитель искусств
Фердинанд Карл страстно увлекался искусством и музыкой, особенной оперой. При нём Инсбрук превратился в один из центров искусства и музыки барокко. Возможно, на столь сильное увлечение эрцгерцога повлияло итальянское происхождение его матери и жены. Он пригласил к своему двору итальянских музыкантов, самым известным из которых был композитор Марко Антонио Чести. Часть инструментов в придворную капеллу Фердинанд Карл приобрёл у Якоба Штайнера, известного австрийского скрипичного мастера. В 1653 — 1654 годах в Инсбруке им был построен оперный театр, ставший первым подобным сооружением за пределами Апеннинского полуострова. При строительстве за образец эрцгерцогом была взята архитектура и техническое устройство венецианских музыкальных театров. Торжественное открытие состоялось в 1654 году оперой «Клеопатра» композитора Марко Антонио Чести.  
Большое значение Фердинанд Карл придавал коллекционированию произведений искусства. В его коллекцию, которая, согласно переписи 1663 года, состояла из более трёхсот картин, входили полотна итальянских живописцев Перуджино, Веронезе, Лоренцо Липпи, Чекко Браво, Франческо Бассано, Сальватора Роза и Юстуса Сустерманса. После смерти эрцгерцога коллекция была перенесена из дворца Хофбург в Инсбруке в замок Амбрас. Затем её включили в собрание императорских коллекций в Вене. Сохранилось несколько прижизненных портретов самого Фердинанда Карла, включая детский и конный.
Покровительство искусствам требовало значительных затрат. Некоторые подданные эрцгерцога, включая канцлера Вильгельма Бинера, призывали его быть более рассудительным в финансовых вопросах. Другие, небезосновательно, обвиняли Фердинанда Карла в расточительстве и пренебрежении делами государства. Тем не менее, художественный вкус и образование графа Тироля оказали неизгладимое впечатление на королеву Кристину Шведскую, которая в 1655 году в придворной церкви в Инсбруке перешла из протестантизма в католичество. По этому поводу эрцгерцогом было дано торжественное представление, апогеем которого стало исполнение оперы «Аргия» композитора Марко Антонио Чести.

### Брак и потомство
10 июня 1646 года Фердинанд Карл женился на двоюродной сестре, принцессе Анне Тосканской (21.7.1616 — 11.7.1676) из дома Медичи, дочери Козимо II, великого герцога Тосканского, его дяди по линии матери и эрцгерцогини Марии Магдалины Австрийской, его тёти по линии отца. У супругов родились трое детей:
- Клавдия Фелицита Австрийская (30.5.1653 — 8.4.1676), принцесса Тирольская, в 1673 году сочеталась браком с Леопольдом I (9.6.1640 — 5.5.1705), императором Священной Римской империи;
- Неизвестная по имени дочь, умершая вскоре после рождения (род. и ум. 1654);
- Мария Магдалина Австрийская (17.8.1656 — 21.1.1669), принцесса Тирольская, умерла в отроческом возрасте[13].